# Christian von Gmelin

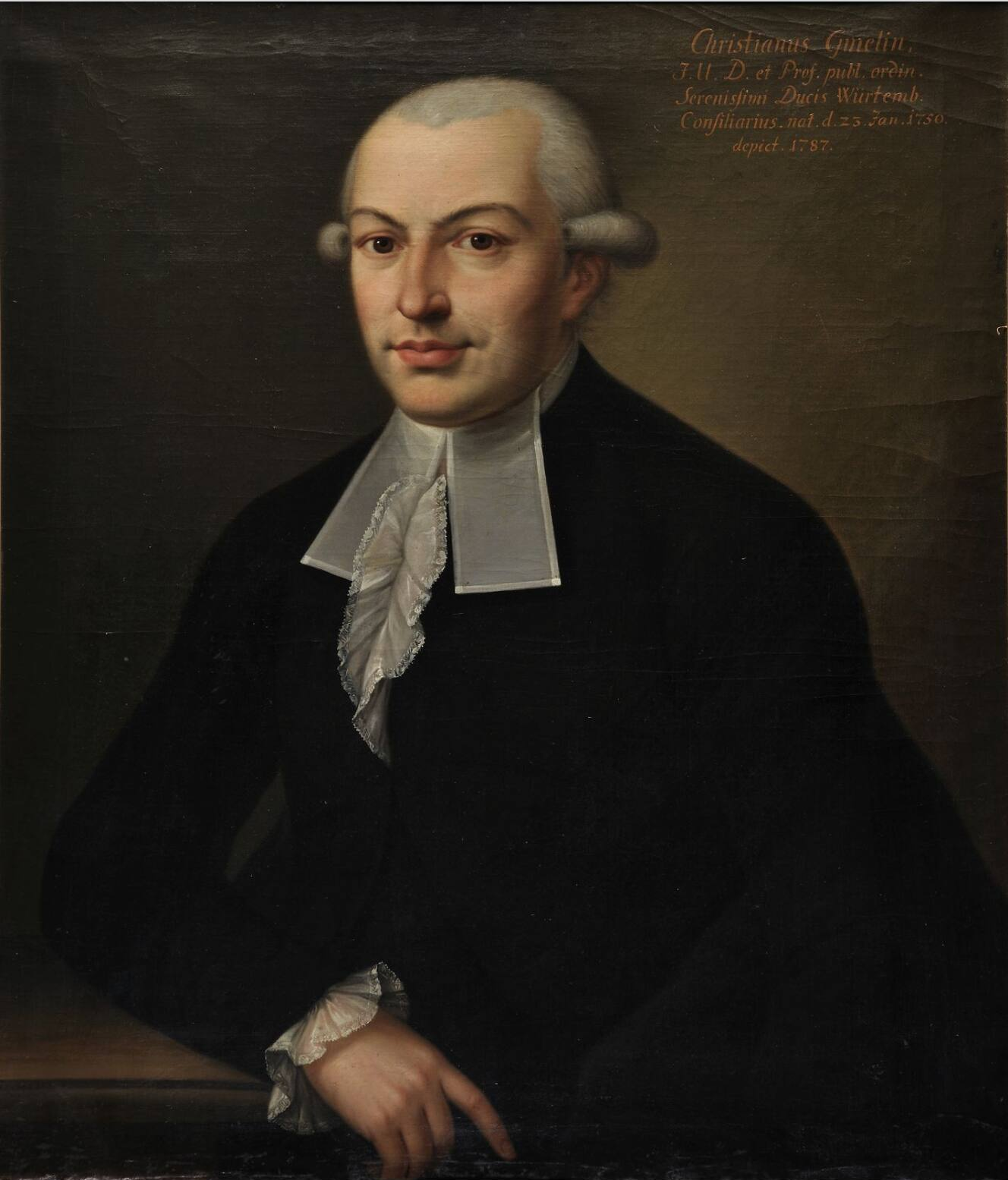
Bildnis des Christian von Gmelin aus dem Bestand der Tübinger Professorengalerie auf einem Ölgemälde eines anonymen Meisters (gemalt 1787)

Christian Gmelin, ab 1808 von Gmelin, (* 23. Januar 1750 in Tübingen; † 6. Juni 1823 in Ludwigsburg) war ein deutscher Rechtswissenschaftler.

## Leben und Wirken
Christian Gmelin wurde am 23. Januar 1750 als Sohn des Johann Georg Gmelin geboren. Er studierte an der Universität Tübingen und wurde 1769 zum Hofgerichtsadvokaten ernannt. Zugleich durfte er Privatvorlesungen über das Zivilrecht halten. Die nächsten drei Jahre kümmerte er sich als Privatlehrer um die juristische Ausbildung eines adeligen Jungen, wobei er sich auch selber weiter bildete. 1773 kehrte er zurück zu Vorlesungen an die Universität Tübingen und wurde dort auch zum Doktor der Rechtswissenschaften promoviert. Anschließend wurde er Hofrat an der Universität Erlangen. Nun wurde er auch Professor der Rechtswissenschaften, genauer unter anderem der Rechtsgeschichte.
1777 zum Ehrenmitglied des hochfürstlichen Moralinstitutes sowie der schönen Wissenschaften zu Erlangen ernannt, erlangte er im Folgejahr von der Universität den Doktorgrad der Philosophie. Anfang 1781 kehrte er wieder nach Tübingen zurück, als ordentlicher Jura-Professor. 
Der Archivar Moriz Gmelin beschreibt Christian von Gmelin nicht als „einseitige[n] Fachgelehrte[n]“, sondern als „Mann von vielseitiger Bildung“, der selbst Studenten anderer Länder an die Tübinger Universität zog. 1808 verlieh man ihm das Ritterkreuz des Zivilverdienstordens, das mit dem persönlichen Adel verbunden war.
In den letzten zwanzig Lebensjahren litt von Gmelin unter einer Krankheit; nach mehrfachen Bitten wurde ihm 1822 der Ruhestand gewährt. Bei einem Besuch einer seiner Söhne starb er schließlich am 6. Juni 1823 in Ludwigsburg im Alter von 73 Jahren.
Zur Unterscheidung von seinem gleichnamigen Vetter (Christian Gottlieb Gmelin), nannte man Christian von Gmelin an der Universität den „Pandecten-Gmelin“, Christian Gottlieb hingegen den „Criminal-Gmelin“.

## Familie
Gmelin heiratete im Oktober 1774 Charlotte von Schlümbach (* 21. August 1754; † 21. Februar 1819). Das Paar hatte vier Kinder:
- Johann Georg (* 21. Juli 1776; † 24. August 1836), Oberjustizrat, unverheiratet
- Friedrich Eberhard (* 14. August 1777; † 23. Januar 1862), Kaufmann in Gmünd ⚭ 1810 Theresia von Storr (* 26. Mai 1789)
- Karl Christian (* 28. Mai 1785; † 23. Dezember 1846)

⚭ 1819 Lisette Österlin (* 19. Juli 1791; † 26. Januar 1824)
⚭ 1825 (Scheidung 19. September 1828) Charlotte Sibylle Sophie Jeanette Majer (* 9. Oktober 1803; † 2. März 1842)
- Wilhelm Ludwig (* 10. April 1788; † 28. Januar 1865) ⚭ Juliane Friederike Theresie Plieninger (* 10. Mai 1799; † 13. September 1845)